# Multimediální framework
Multimediální framework je soubor knihoven (s API) a nástrojů pro práci s multimédii – především audiem a videem. Některé jsou závislé na platformě, např. Video for Windows a DirectShow na Microsoft Windows. Jiné jsou portabilní, např. FFmpeg. Na framework je možno nahlížet jako na prostředek uživatelské aplikace (přehrávač, editor videa) i jako na prostředek pro tvorbu modulů (filtrů, kodeků). V některých případech vyžaduje přidání takového modulu překompilování celého frameworku, resp. jeho části (FFmpeg), v jiných případech pouze registraci nově přidávané části (Video for Windows, DirectShow). Frameworků existuje větší množství. Mimo tři již zmíněné jsou šířeji používány ještě frameworky GStreamer, xine, QuickTime a nově např. Phonon a Media Foundation (Windows Vista, 7).